# Liste der Monuments historiques in Saint-Bertrand-de-Comminges
Die Liste der Monuments historiques in Saint-Bertrand-de-Comminges führt die Monuments historiques in der französischen Gemeinde Saint-Bertrand-de-Comminges auf.

## Liste der Bauwerke
| Bezeichnung                        | Beschreibung                                | Standort | Kennzeichnung | Schutzstatus | Datum     | Bild           |
| ---------------------------------- | ------------------------------------------- | -------- | ------------- | ------------ | --------- | -------------- |
| Militärlager                       | auch auf dem Gebiet der Gemeinde Valcabrère | (Lage)   | PA31000004    | Inscrit      | 1996 2012 |                |
| Kathedrale Notre-Dame              | Erbaut ab dem 11. Jahrhundert               | (Lage)   | PA00094447    | Classé       | 1840 1889 | weitere Bilder |
| Stadtmauer der Oberstadt           | Erbaut ab dem 4. Jahrhundert                | (Lage)   | PA31000018    | Inscrit      | 1998      | weitere Bilder |
| Stadttore                          |                                             | (Lage)   | PA00094448    | Inscrit      | 1927      | weitere Bilder |
| Gallo-römische Befestigungsanlagen |                                             | (Lage)   | PA00094449    | Inscrit      | 1956      |                |
| Antike Ruinen                      |                                             | (Lage)   | PA00094450    | Classé       | 1946      | weitere Bilder |
| Turm                               | Erbaut im 15. Jahrhundert                   | (Lage)   | PA00094451    | Inscrit      | 1927      | weitere Bilder |